# Anomura
Infra-ordre
Les Anomura, ou anomoures, forment un infra-ordre de crustacés qui comprend notamment les bernard l'ermite, les galathées et les crabes royaux.

## Description et caractéristiques
Les anomoures appartiennent à l'infra-ordre des Anomura (du grec ανόμοιος/anomoios, qui signifie différent, et ουρά/oura, qui signifie queue). Ce sont des crustacés caractérisés par l'atrophie de la cinquième paire de pattes, utilisée pour le nettoyage des branchies. Ils comprennent les pagures (ou « bernard-l'ermite »), les galathées, les crabes royaux et les crabes porcelaine.

## Liste des super-familles

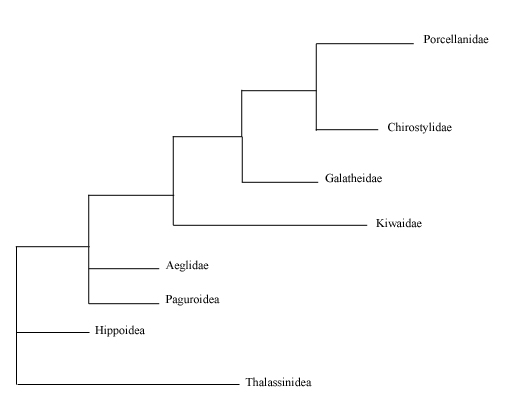
Cladogramme des Anomura (source : MNHN).

Une étude phylogénétique récente (2007) a distingué sept superfamilles.
Selon World Register of Marine Species (15 février 2016) :
- super-famille Aegloidea Dana, 1852
  - famille Aeglidae Dana, 1852
- super-famille Chirostyloidea Ortmann, 1892
  - famille Chirostylidae Ortmann, 1892
  - famille Eumunididae A. Milne Edwards & Bouvier, 1900
  - famille Kiwaidae Macpherson, Jones & Segonzac, 2005 (galathée yéti)
- super-famille Galatheoidea Samouelle, 1819
  - famille Galatheidae Samouelle, 1819 (galathées)
  - famille Munididae Ahyong, Baba, Macpherson, Poore, 2010
  - famille Munidopsidae Ortmann, 1898
  - famille Porcellanidae Haworth, 1825 (crabes porcelaines)
- super-famille Hippoidea Latreille, 1825
  - famille Albuneidae Stimpson, 1858
  - famille Blepharipodidae Boyko, 2002
  - famille Hippidae Latreille, 1825 (crabes-taupes)
- super-famille Lithodoidea Samouelle, 1819
  - famille Hapalogastridae Brandt, 1850
  - famille Lithodidae Samouelle, 1819 (crabes royaux)
- super-famille Lomisoidea Bouvier, 1895
  - famille Lomisidae Bouvier, 1895
- super-famille Paguroidea Latreille, 1802
  - famille Coenobitidae Dana, 1851 (bernard l'ermite terrestres, dont le crabe de cocotier)
  - famille Diogenidae Ortmann, 1892 (bernard l'ermite)
  - famille Paguridae Latreille, 1802 (bernard l'ermite ou pagures)
  - famille Parapaguridae Smith, 1882
  - famille Pylochelidae Spence Bate, 1888 (pagures symétriques)
  - famille Pylojacquesidae McLaughlin & Lemaitre, 2001

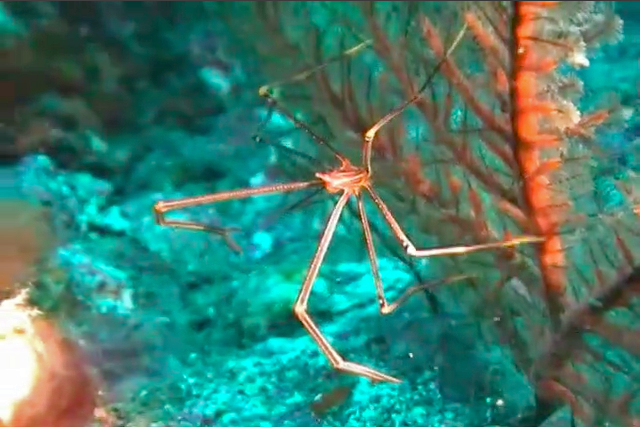
Chirostylus ortmanni, un Chirostylidae
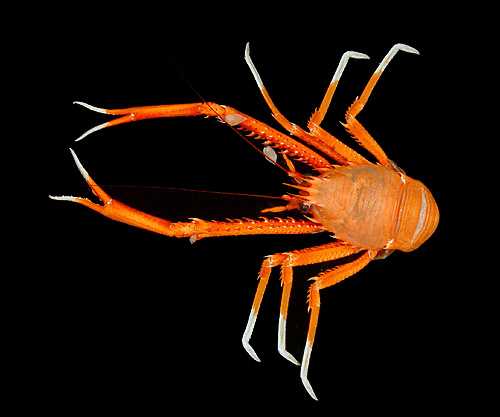
Eumunida picta, un Eumunididae
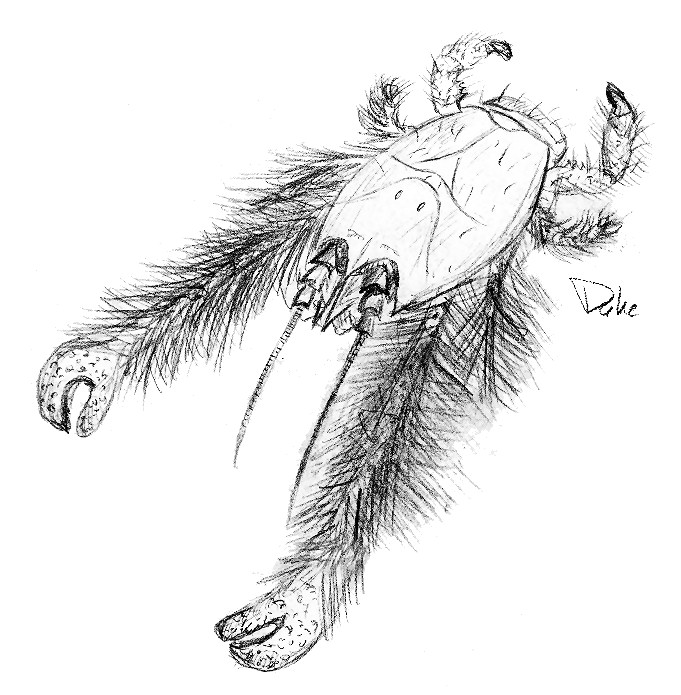
Kiwa hirsuta, un Kiwaidae
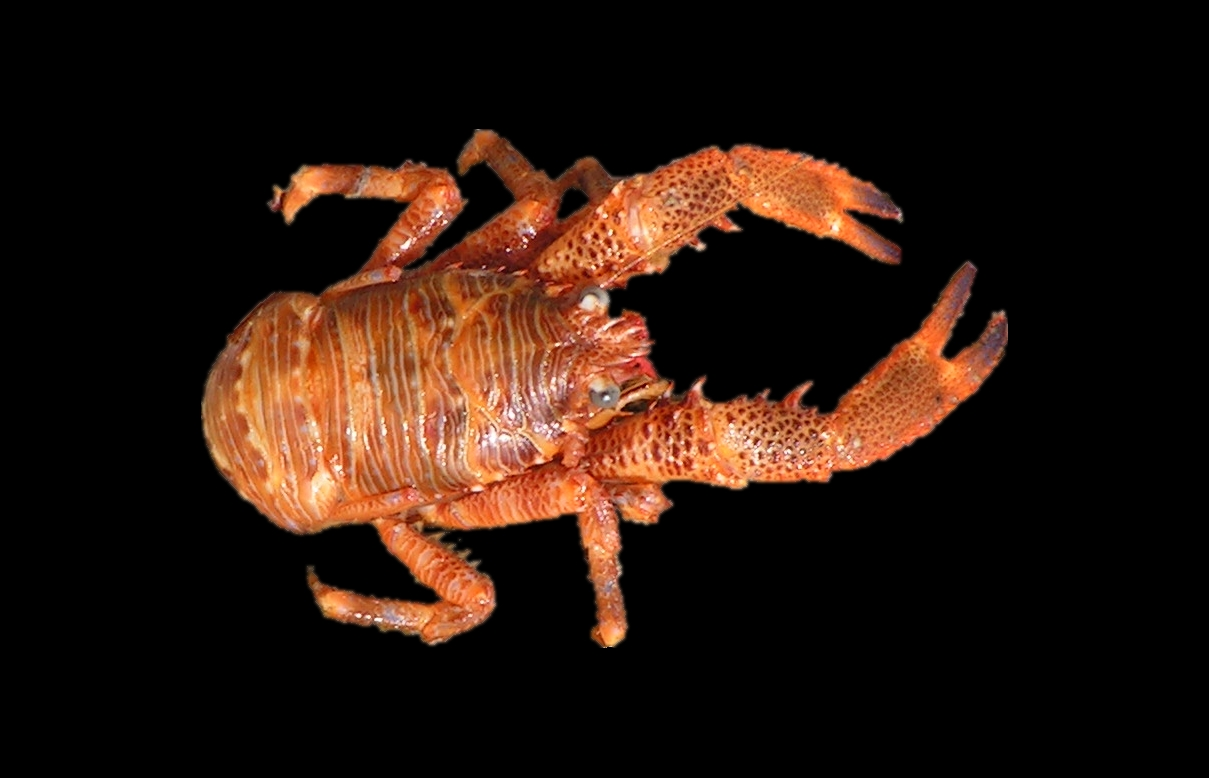
Galathea squamifera, un Galatheidae
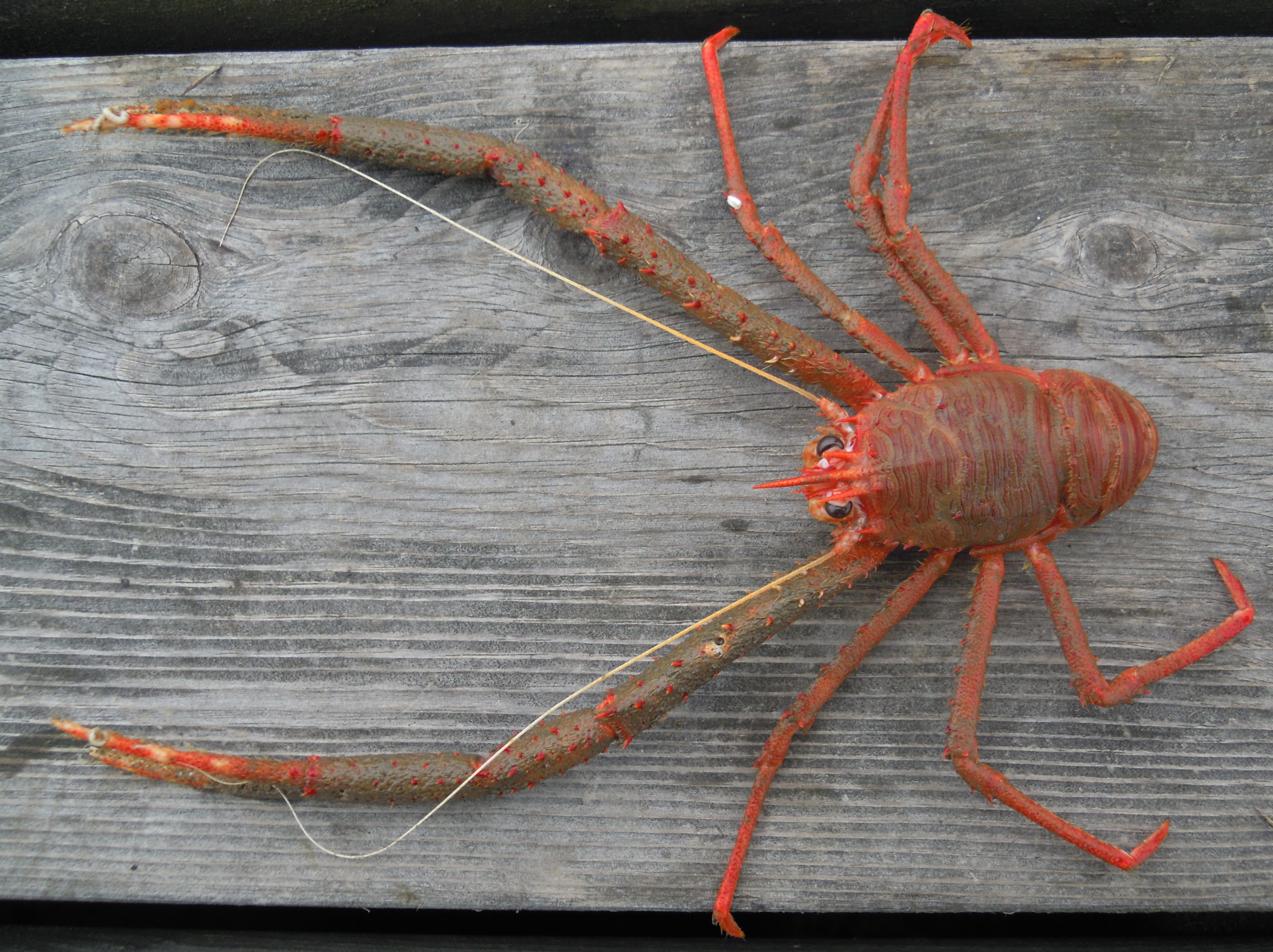
Munida rugosa, un Munididae
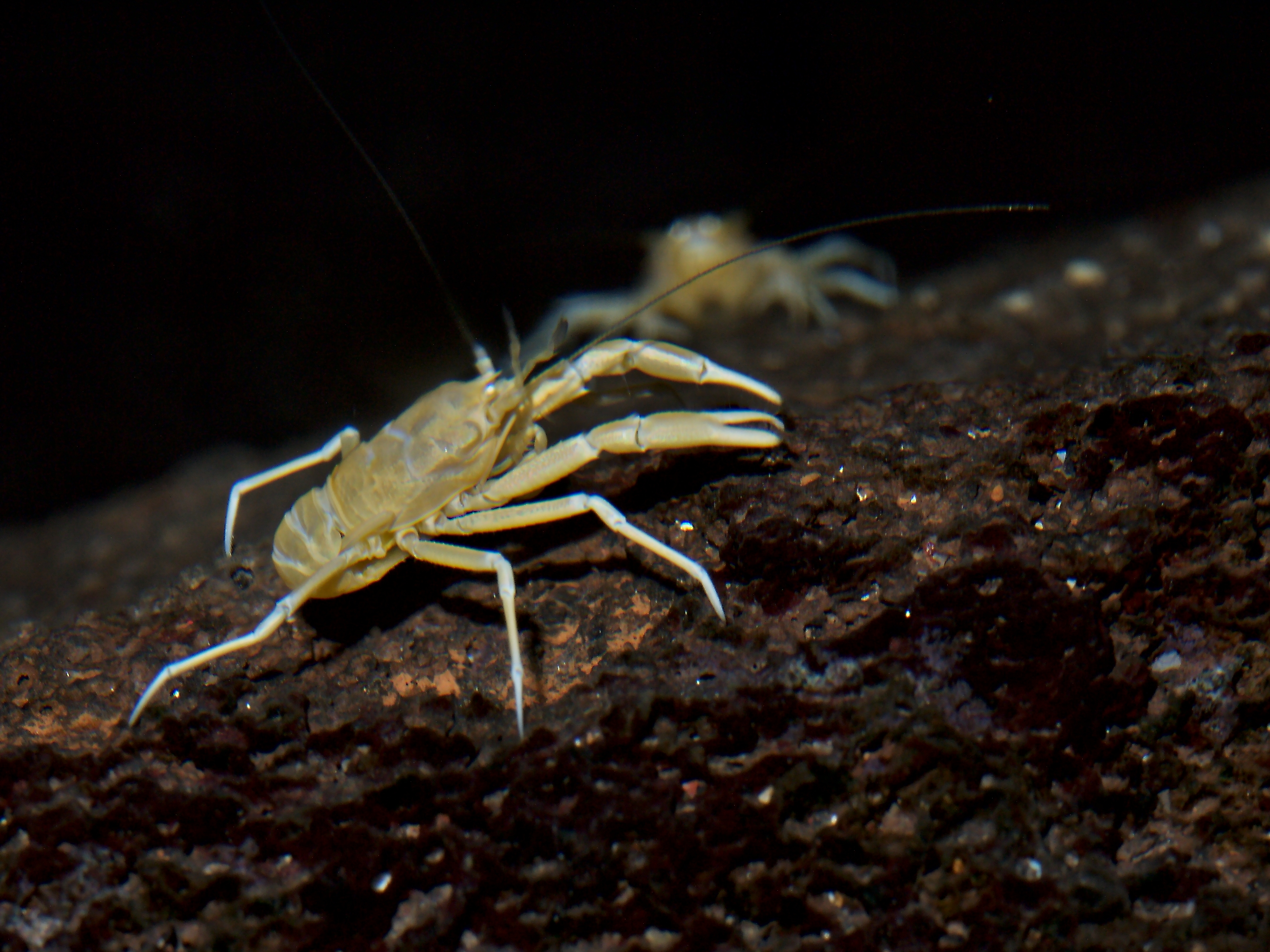
Munidopsis polymorpha, un Munidopsidae
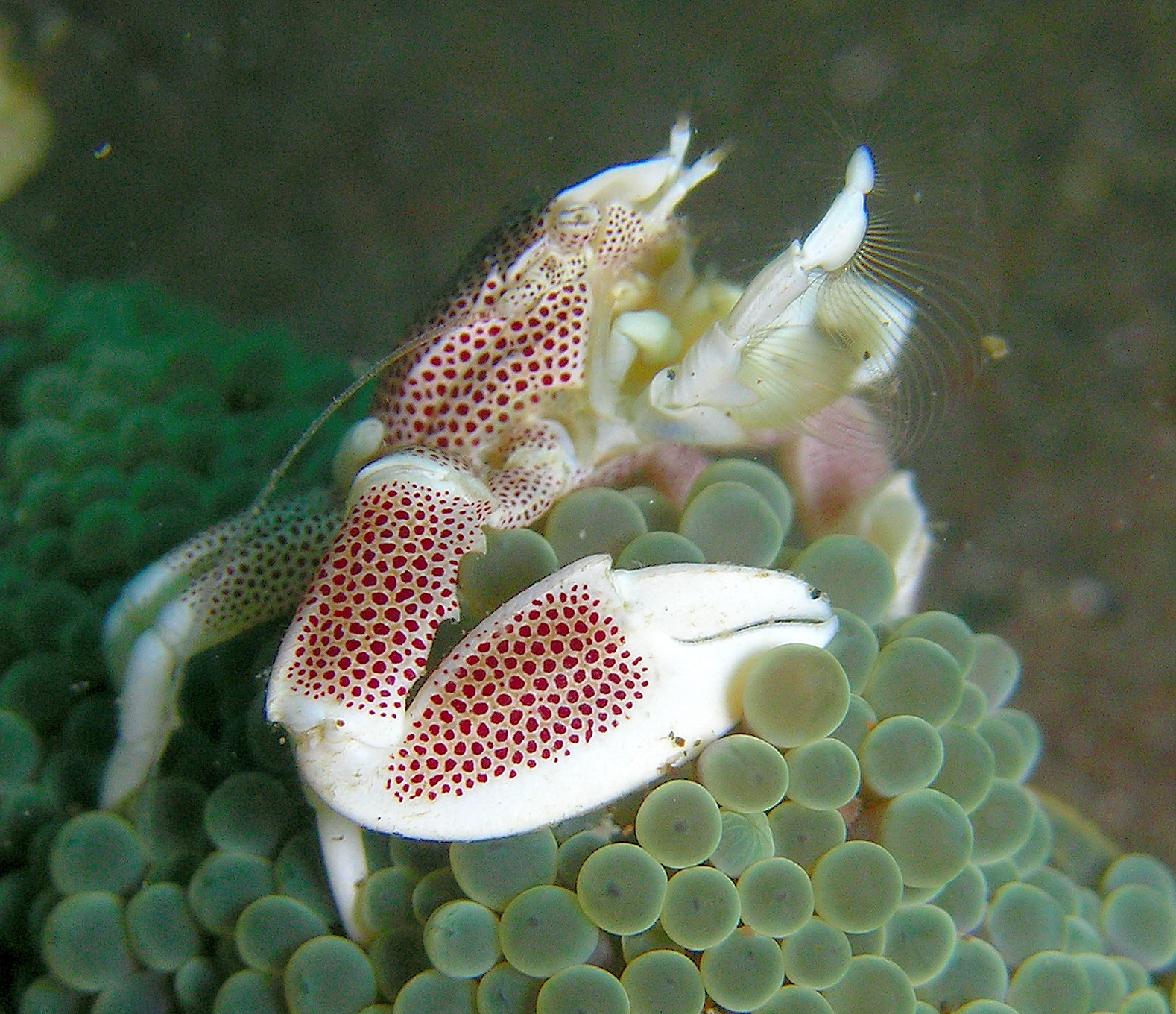
Neopetrolisthes maculatus, un Porcellanidae
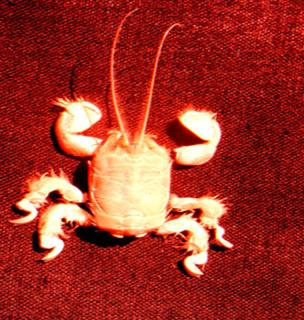
Albunea carabus, un Albuneidae
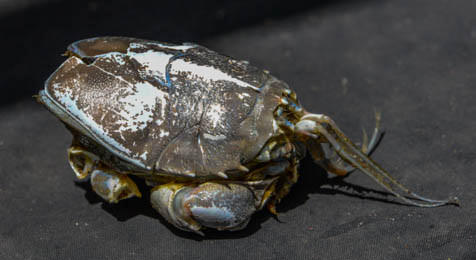
Blepharipoda occidentalis, un Blepharipodidae
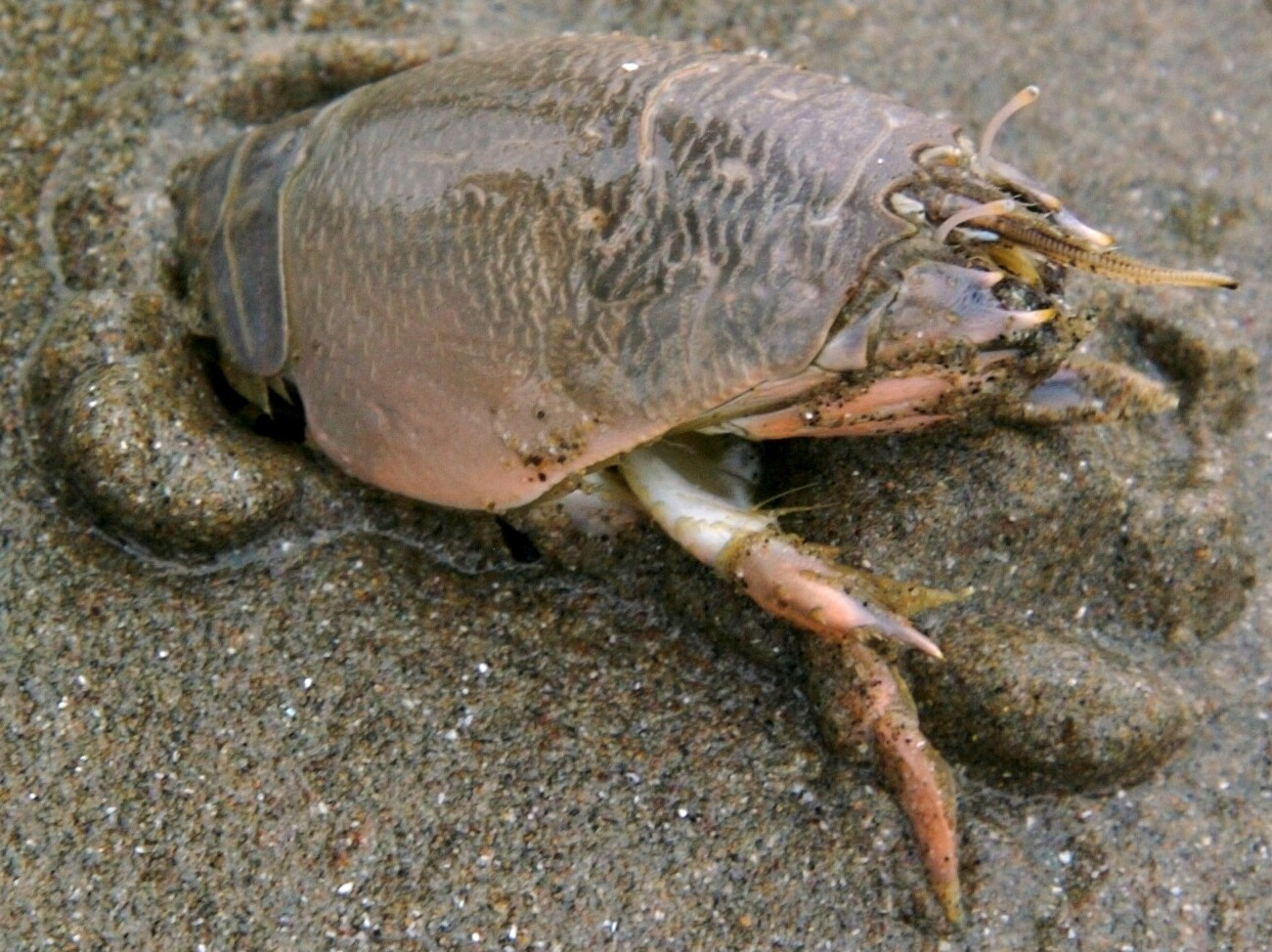
Emerita analoga, un Hippidae
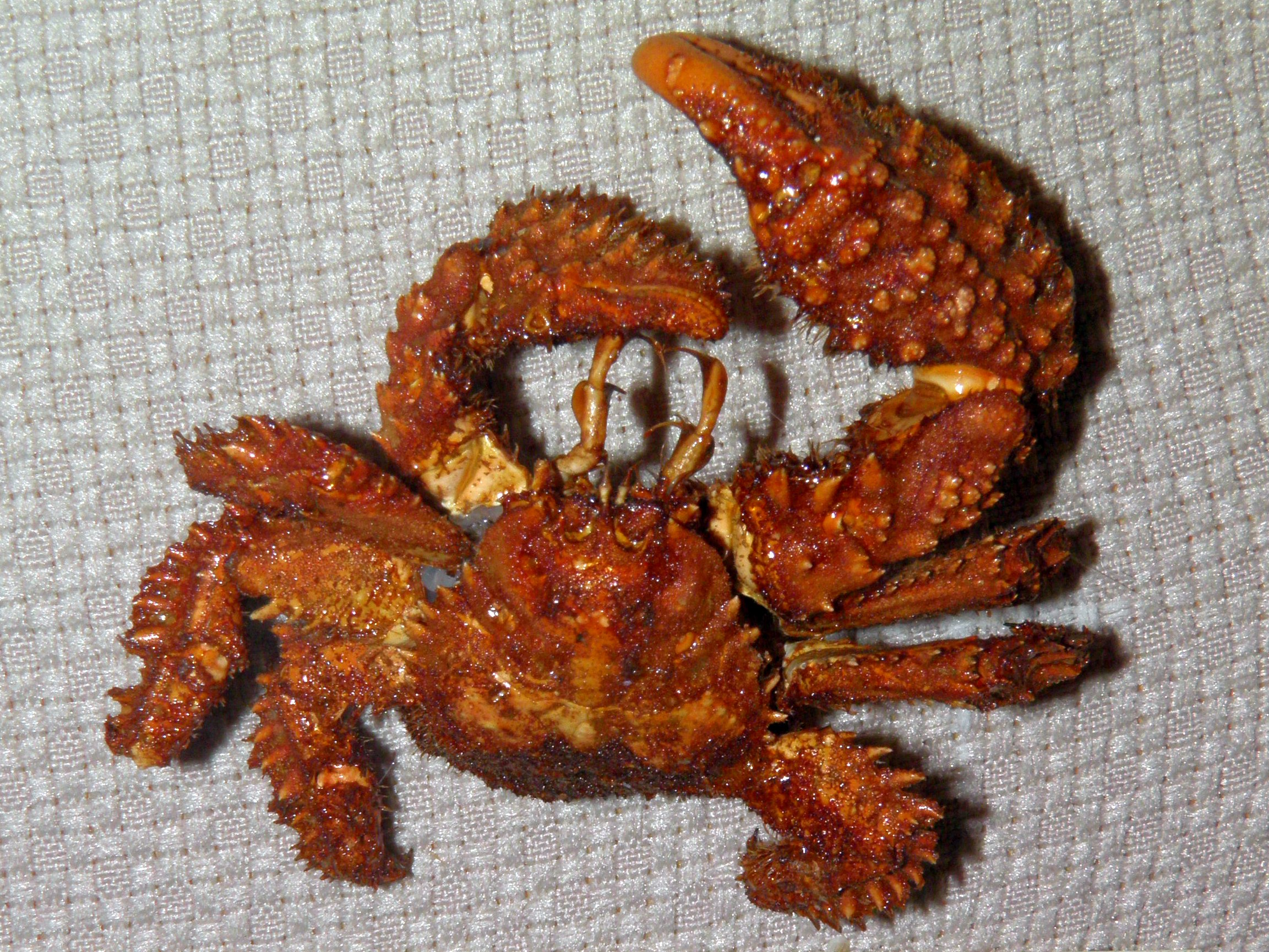
Hapalogaster dentata, un Hapalogastridae
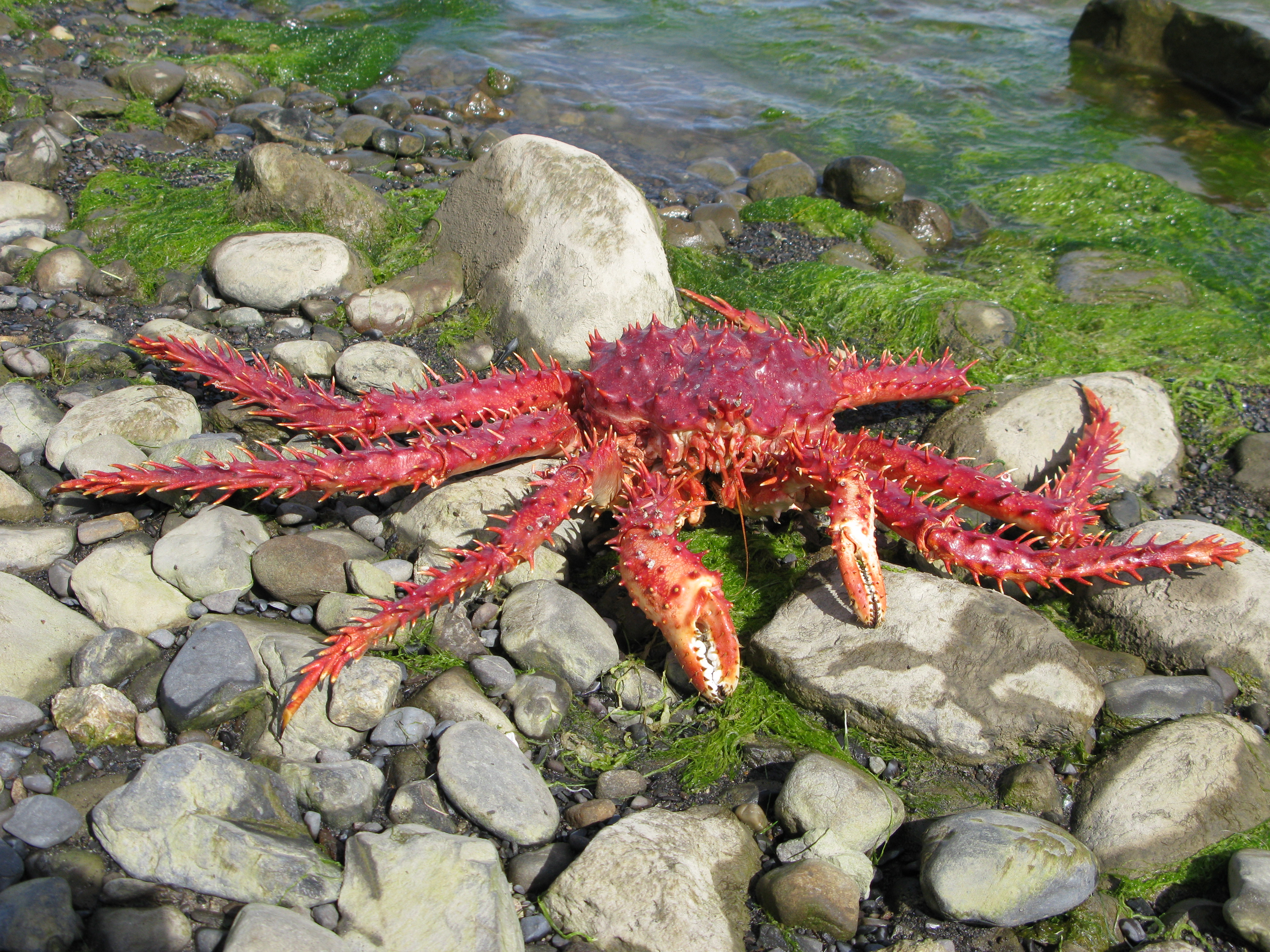
Lithodes santolla, un Lithodidae
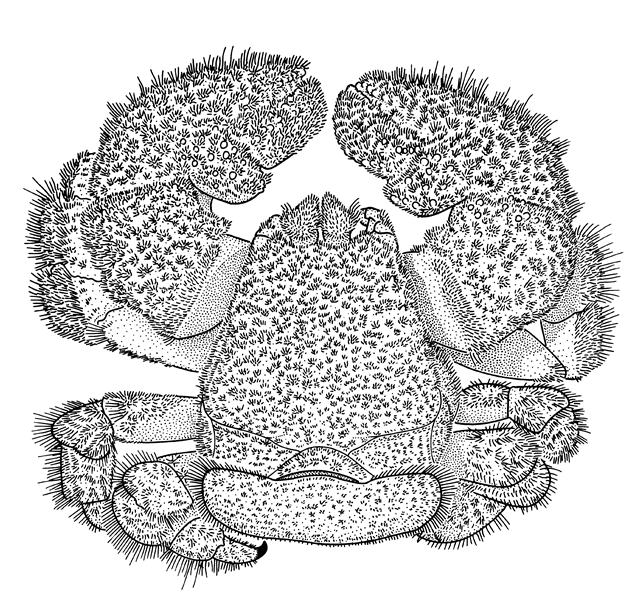
Lomis hirta, un Lomisidae
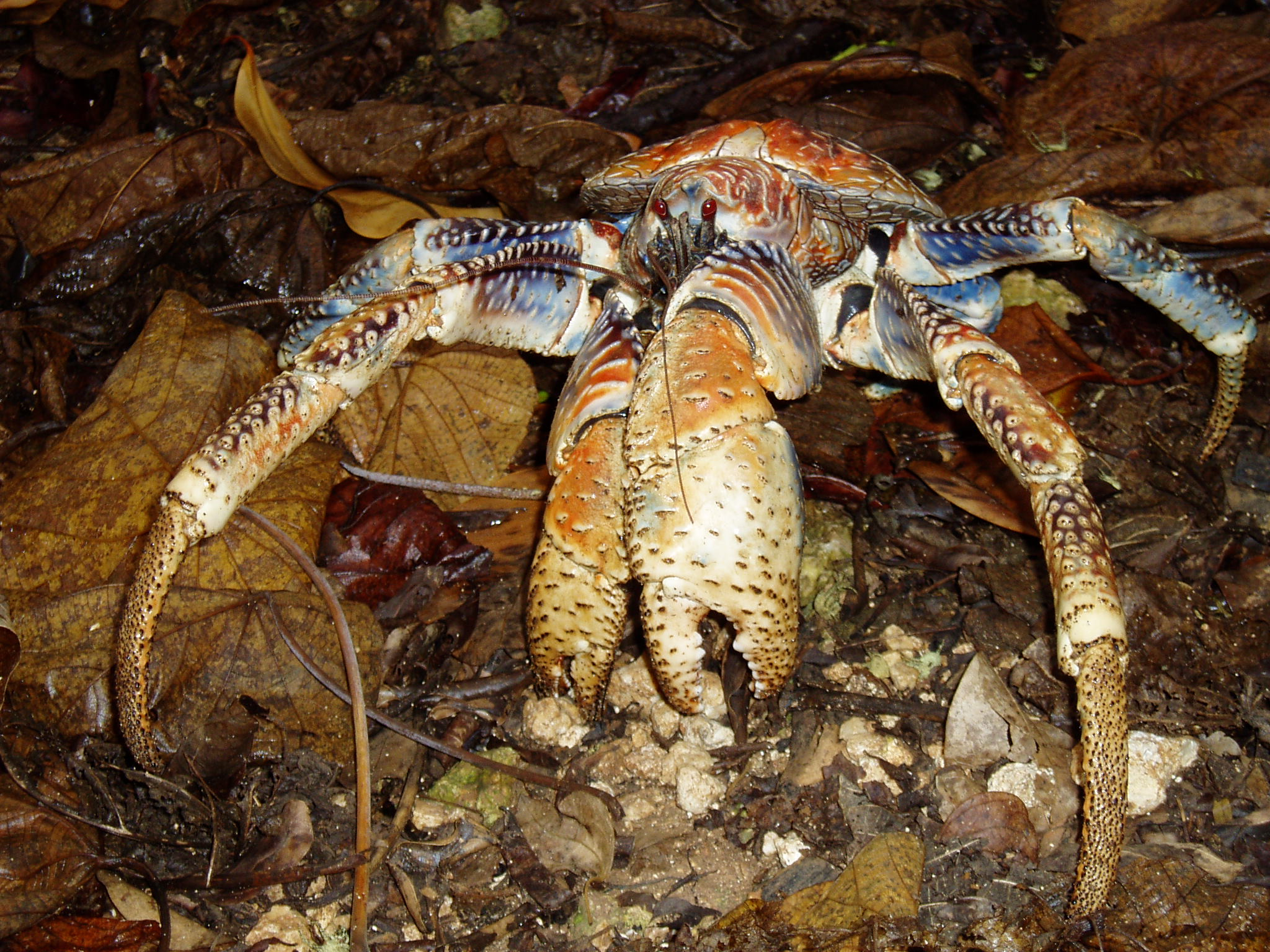
Birgus latro, un Coenobitidae
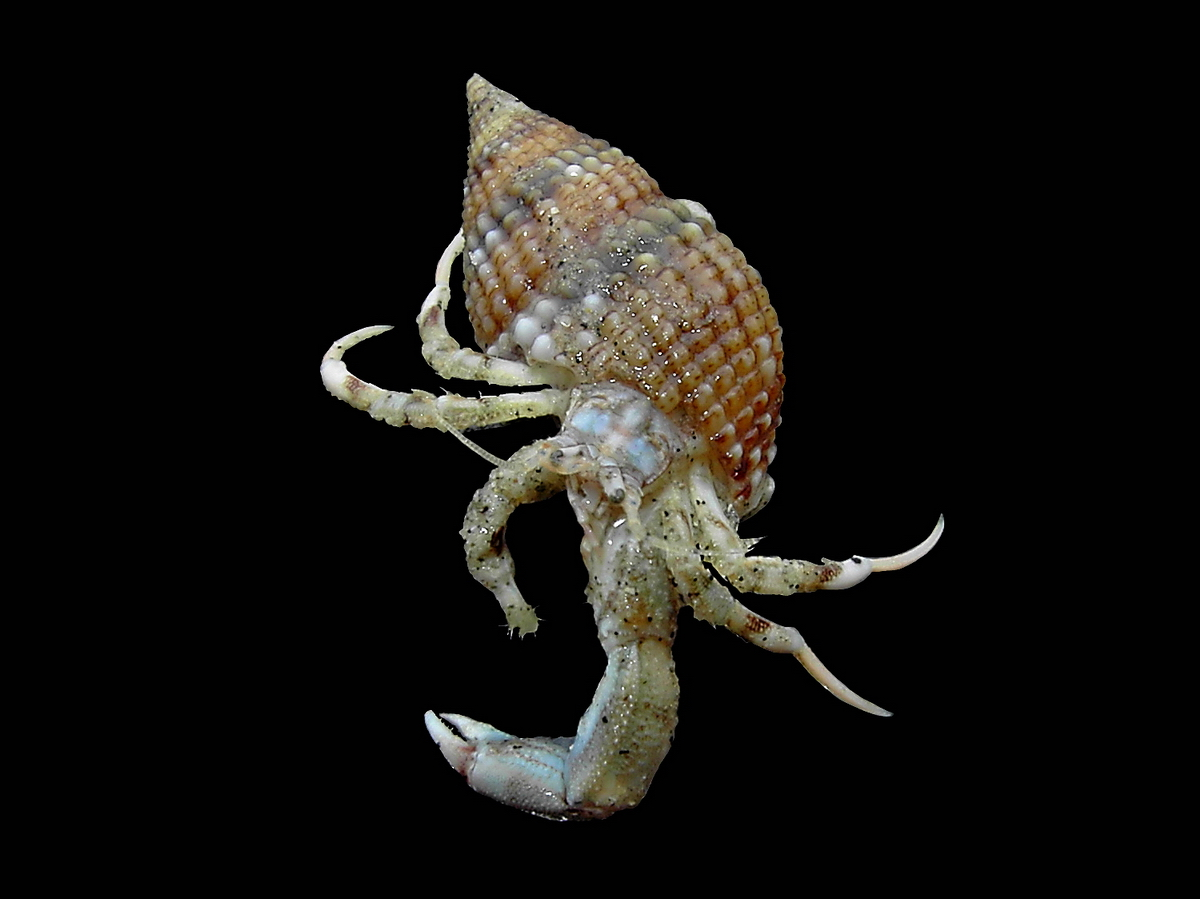
Diogenes pugilator, un Diogenidae
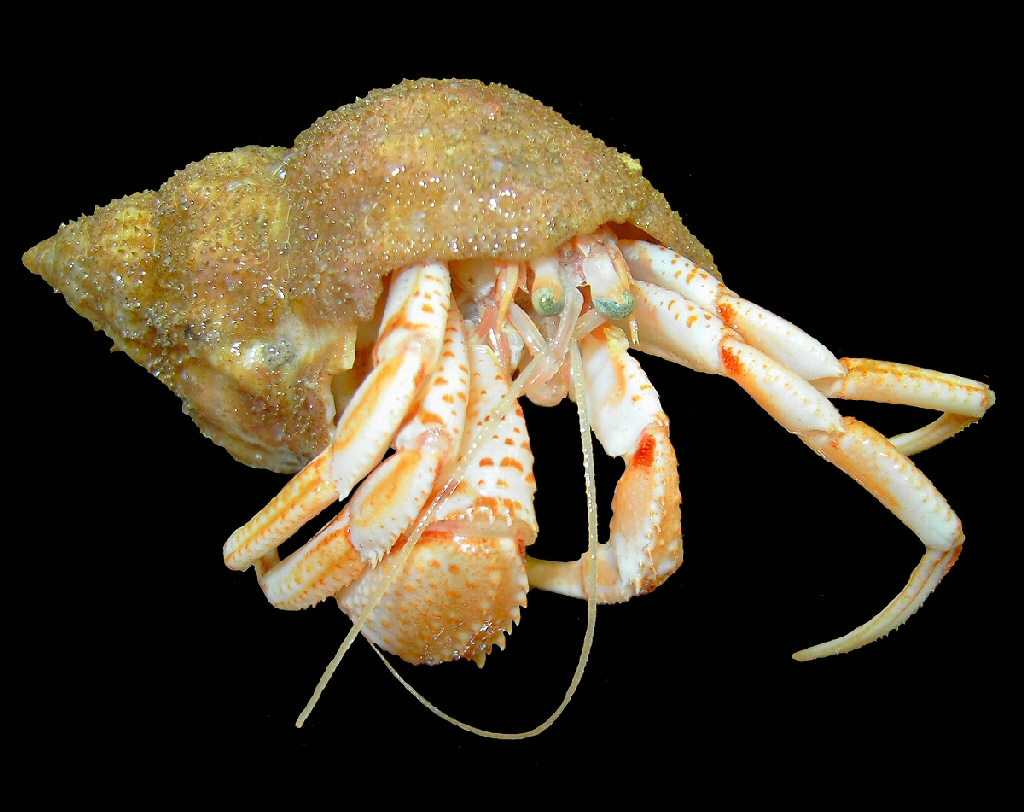
Pagurus bernhardus, un Paguridae
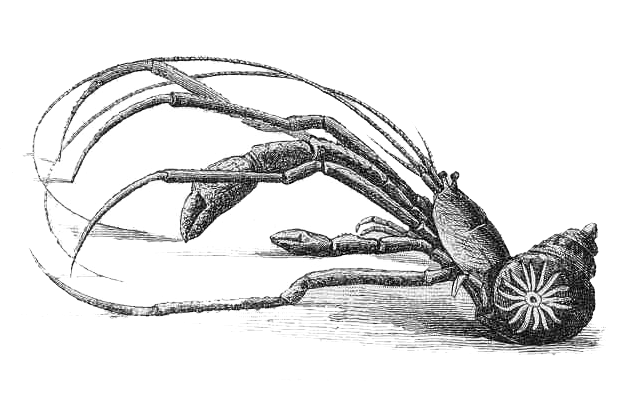
Parapagurus abyssorum, un Parapaguridae
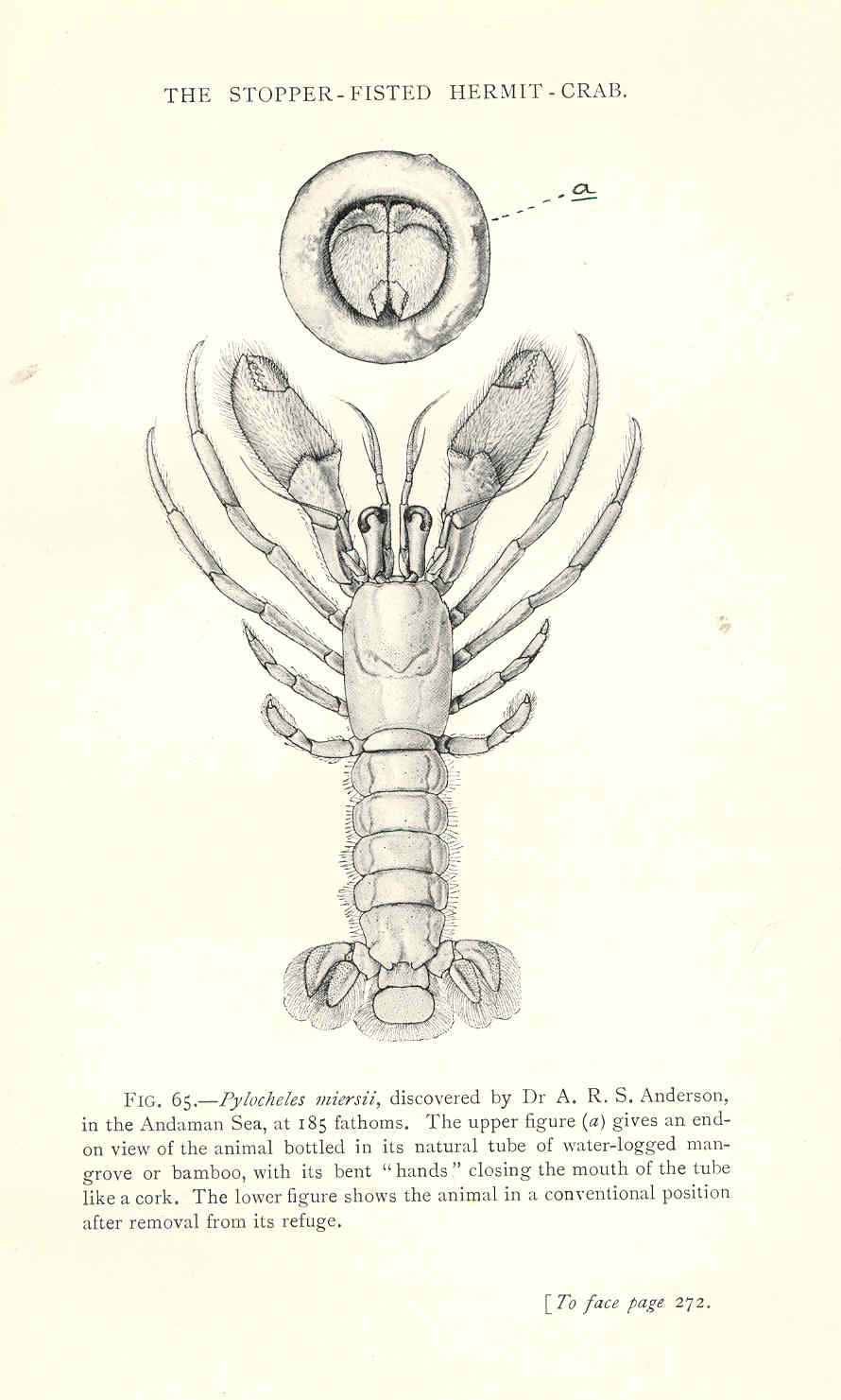
Xylocheles miersi, un Pylochelidae